# Завітне (Луцький район)
Заві́тне — село в Україні, у Луцькому районі Волинської області. Входить до складу Ківерцівської міської громади. Населення становить 445 осіб.

## Населення
Згідно з переписом УРСР 1989 року чисельність наявного населення села становила 451 особа, з яких 195 чоловіків та 256 жінок.
За переписом населення України 2001 року в селі мешкало 415 осіб.

### Мова
Розподіл населення за рідною мовою за даними перепису 2001 року:
| Мова       | Відсоток |
| ---------- | -------- |
| українська | 98,65 %  |
| російська  | 1,35 %   |

## Історія
До 8 жовтня 2018 року село входило до складу Завітненської сільської ради Ківерцівського району Волинської області.
В селі є Воскресенська церква, яка до Другої Світової війни була німецькою євангелічно-лютеранською кірхою. Споруджена 1929 р. у формі ковчега, має голі цегляні стіни, що притаманні архітектурі пер. пол. ХХ ст. Зараз православна громада доглядає храм, робить це успішно, хоч і є не оригінальні надбудови (дзвіниця над входом і купол над вівтарем).
У 2018 —  2020 рр. у складі Тростянецької сільської громади (Волинська область).
19 липня 2020 року, в результаті адміністративно-територіальної реформи та ліквідації Ківерцівського району, село увійшло до складу Луцького району.

## Постаті
- Савчук Людмила Юріївна (* 1965) — українська оперна співачка (сопрано). Заслужена артистка України.